# NGC 129
NGC 129 je otvoreni skup u zviježđu Kasiopeji.

## Vanjske poveznice
- SEDS: NGC 0129